# Sielenduma
Sielenduma (ros. Селендума) – wieś w Rosji, w Buriacji, w rejonie sielengińskim. W 2010 liczyła 2504 mieszkańców.